# Uncle Anesthesia
| Críticas profissionais | Críticas profissionais |
| Avaliações da crítica  | Avaliações da crítica  |
| Fonte                  | Avaliação              |
| ---------------------- | ---------------------- |
| AllMusic               | link                   |

Uncle Anesthesia é o quinto álbum de estúdio da banda Screaming Trees, lançado em 29 de janeiro de 1991. Inclui duas das quatro faixas lançadas no EP anterior, Something About Today. O álbum foi gravado em junho de 1990, o último com o baterista da formação original Mark Pickerel, que deixou a banda amigavelmente em 1991 para trabalhar em vários outros projetos. Ele foi substituído por Barrett Martin.
Uncle Anesthesia foi produzido por Terry Date, especialista em álbuns de heavy metal, e pelo vocalista do Soundgarden, Chris Cornell. Apesar do suporte de uma grande gravadora, o álbum não conseguiu expandir o público do Screaming Trees. "Bed of Roses" foi lançado como um single e se tornou um hit menor na tabela Alternative Songs da Billboard.

## Faixas
Todas as faixas por Mark Lanegan e Gary Lee Conner, exceto onde anotado.
| N.º            | Título                                               | Duração |  |
| 1.             | "Beyond This Horizon"                                | 4:13    |  |
| 2.             | "Bed of Roses"" (Van Conner, Lee Conner, Lanegan)    | 3:02    |  |
| 3.             | "Uncle Anesthesia" (Van Conner, Lee Conner, Lanegan) | 3:52    |  |
| 4.             | "Story of Her Fate"                                  | 1:41    |  |
| 5.             | "Caught Between"                                     | 5:03    |  |
| 6.             | "Lay Your Head Down"                                 | 3:32    |  |
| 7.             | "Before We Arise"                                    | 2:26    |  |
| 8.             | "Something About Today"                              | 3:02    |  |
| 9.             | "Alice Said"                                         | 4:11    |  |
| 10.            | "Time for Light"                                     | 3:50    |  |
| 11.            | "Disappearing"                                       | 3:12    |  |
| 12.            | "Ocean of Confusion"                                 | 3:05    |  |
| 13.            | "Closer"                                             | 5:48    |  |
| Duração total: | Duração total:                                       | 47:05   |  |

## Créditos
- Mark Lanegan — Vocal
- Gary Lee Conner — Guitarra, vocal de apoio
- Van Conner — Baixo, vocal de apoio
- Mark Pickerel — Percussão, bateria
- Chris Cornell — Vocal de apoio
- Terry Date — Vocal de apoio
- Scott Miller — Vocal de apoio
- Terry Pickerel — Percussão
- Jeff McGraph — Trompete

## Posições nas paradas
Singles
| Parada musical (1991)              | Single         | Posição |
| ---------------------------------- | -------------- | ------- |
| Estados Unidos - Alternative Songs | "Bed of Roses" | 23      |